# 邦雅尔丁-达塞拉
邦雅尔丁-达塞拉是巴西圣卡塔琳娜州的一个市镇。总面积935.177平方公里，总人口4024人，人口密度4.3人/平方公里。